# Gargamella
Gargamella is een geslacht van weekdieren uit de klasse van de Gastropoda (slakken).

## Soorten
- Gargamella blokoverdensis Moro & Ortea, 2015
- Gargamella bovina Garavoy, Valdés & Gosliner, 1999
- Gargamella gravastella Garavoy, Valdés & Gosliner, 1999
- Gargamella immaculata Bergh, 1894
- Gargamella lemchei (Ev. Marcus, 1976)
- Gargamella perezi (Llera & Ortea, 1982)
- Gargamella wareni Valdés & Gosliner, 2001